# Kjæmpehøjen
Kjæmpehøjen är ett drama av Henrik Ibsen, skrivet under pseudonymen Brynjolf Bjarme 1850, då Ibsen var 22 år gammal. Pjäsen hade premiär på Christiania Theater 26 september 1850 och var den första av Ibsens pjäser som sattes upp. Handlingen utspelar sig på en liten ö utanför Sicilien, kort före kristendomens införande i Norge.

## Roller
- Roderik, en gammal eremit.
- Blanka, hans fosterdotter.
- Gandalf, sjökung från Norge.
- Asgaut, en gammal viking.
- Hrolloug, Jostejn och flera vikingar.
- Hemming, en ung skald i Gandalfs tjänst.